# Верхний Азяк
Ве́рхний Азя́к — село в Арском районе Татарстана. Входит в состав Старокырлайского сельского поселения.

## География
Находится на реке Ия, в 15 км к северу от города Арска.

## История
Основано во времена Казанского ханства. Упоминалось также как Азяк-Яваш. В начале XVII века население было обращено в христианство, в 1870-е годы вернулось в ислам.
В XVIII — первой половине XIX века жители относились к сословию государственных крестьян. Основные занятия в этот период — земледелие и скотоводство, были распространены портняжный и ткацкий промыслы.
В «Списке населённых мест Российской империи», изданном в 1866 году по сведениям 1859 года, населённый пункт упомянут как казённая деревня Верхний Азяк Казанского уезда Казанской губернии (2-го стана). Деревня располагалась по левую сторону Сибирского почтового тракта, при речке Ия, в 77 верстах от уездного и губернского города Казань. В деревне, в 43 дворах проживал 401 человек (191 мужчина и 210 женщин).
В начале XX века в селе действовали мечеть, мектеб, 3 ветряные мельницы, 2 крупообдирки, 2 мелочные лавки. В этот период земельный надел сельской общины составлял 621,2 десятины.
До 1920 года село входило в Ново-Кишитскую волость Казанского уезда Казанской губернии. С 1920 года в составе Арского кантона ТАССР. С 10 августа 1930 года в Арском районе.
В 1931 году в селе был организован колхоз. С 1993 года коллективное предприятие им. Мичурина, с 2004 года сельскохозяйственное предприятие «им. Мичурина».

## Население
| 1782 | 1859 | 1897 | 1908 | 1920 | 1926 | 1938 | 1949 | 1958 | 1970 | 1979 | 1989 | 2002 | 2010 | 2015 |
| ---- | ---- | ---- | ---- | ---- | ---- | ---- | ---- | ---- | ---- | ---- | ---- | ---- | ---- | ---- |
| 66   | 401  | 495  | 616  | 617  | 558  | 345  | 251  | 189  | 186  | 195  | 136  | 141  | 128  | 121  |

Национальный состав села — татары.

## Экономика
Жители занимаются полеводством, овцеводством.

## Инфраструктура
В селе действуют начальная школа (с 1993 г.), клуб.